# Gabriel Péri
Pour les articles homonymes, voir Péri.
Gabriel Péri né le 9 février 1902 à Toulon et mort pour la France le 15 décembre 1941 au Mont-Valérien (Suresnes), est un journaliste et homme politique français. Membre du Comité central du Parti communiste français, responsable du service de politique étrangère de L'Humanité et député de Seine-et-Oise, il est arrêté comme résistant par la police française et fusillé comme otage par les Allemands au fort du Mont-Valérien.

## Enfance et jeunesse
Né dans une famille d'origine corse, d’un père comptable à la chambre de commerce de Marseille de sensibilité républicaine, Gabriel Péri est un élève brillant qui suit sa scolarité à Marseille, au lycée Périer, puis au lycée Thiers, où il obtient de nombreux prix mais qu'il quitte avant le baccalauréat. Tuberculeux — comme sa mère qui meurt en 1907 — il renonce à se présenter à toutes les épreuves. Ce qui ne l'empêchera pas d'être reconnu comme un intellectuel.
L’engagement de Péri en politique est très précoce. Il adhère aux Jeunesses socialistes en 1917 alors qu’il a seulement quinze ans. Trois ans plus tard, il adhère à la IIIe internationale communiste et devient le secrétaire régional des Jeunesses communistes. C’est moins d’un an plus tard, lors du premier congrès national de la Section française de l'internationale communiste que Péri, au nom des Jeunesses communistes, est remarqué par la direction du jeune PCF qui le charge, à vingt ans seulement, de la Fédération nationale des Jeunesses communistes, et le nomme responsable de son journal, l'Avant-garde. En tant que délégué au congrès international de la jeunesse communiste, il fait son premier voyage à Moscou à la fin de l'année 1922 ; il reste un mois en URSS - il y aurait rencontré Lénine. Selon ses biographes du Dictionnaire biographique du mouvement ouvrier français, ce séjour en Russie soviétique serait le seul qu'il eût effectué. Il est emprisonné trois mois en 1924 pour « attentat contre la sûreté extérieure et intérieure de l’État », après avoir dénoncé l'occupation de la Ruhr ordonnée par le gouvernement de Raymond Poincaré afin de contraindre l’Allemagne à accélérer les paiements.
Après deux années entre Marseille et Nîmes, il s’installe à Paris en août 1924 et prend en charge en octobre de la même année la rubrique internationale du quotidien communiste L'Humanité, fonction qu'il exerce sans discontinuité jusqu'au 25 août 1939. Durant cette période, il se révèle être un virulent opposant aux régimes fasciste et nazi. En 1927, il épouse Mathilde Taurinya, qui deviendra députée après guerre. Par cette union, il devient le beau-frère d'André Marty,  autre personnalité importante de la sphère communiste internationale de l'époque.

## Au comité central du Parti communiste français

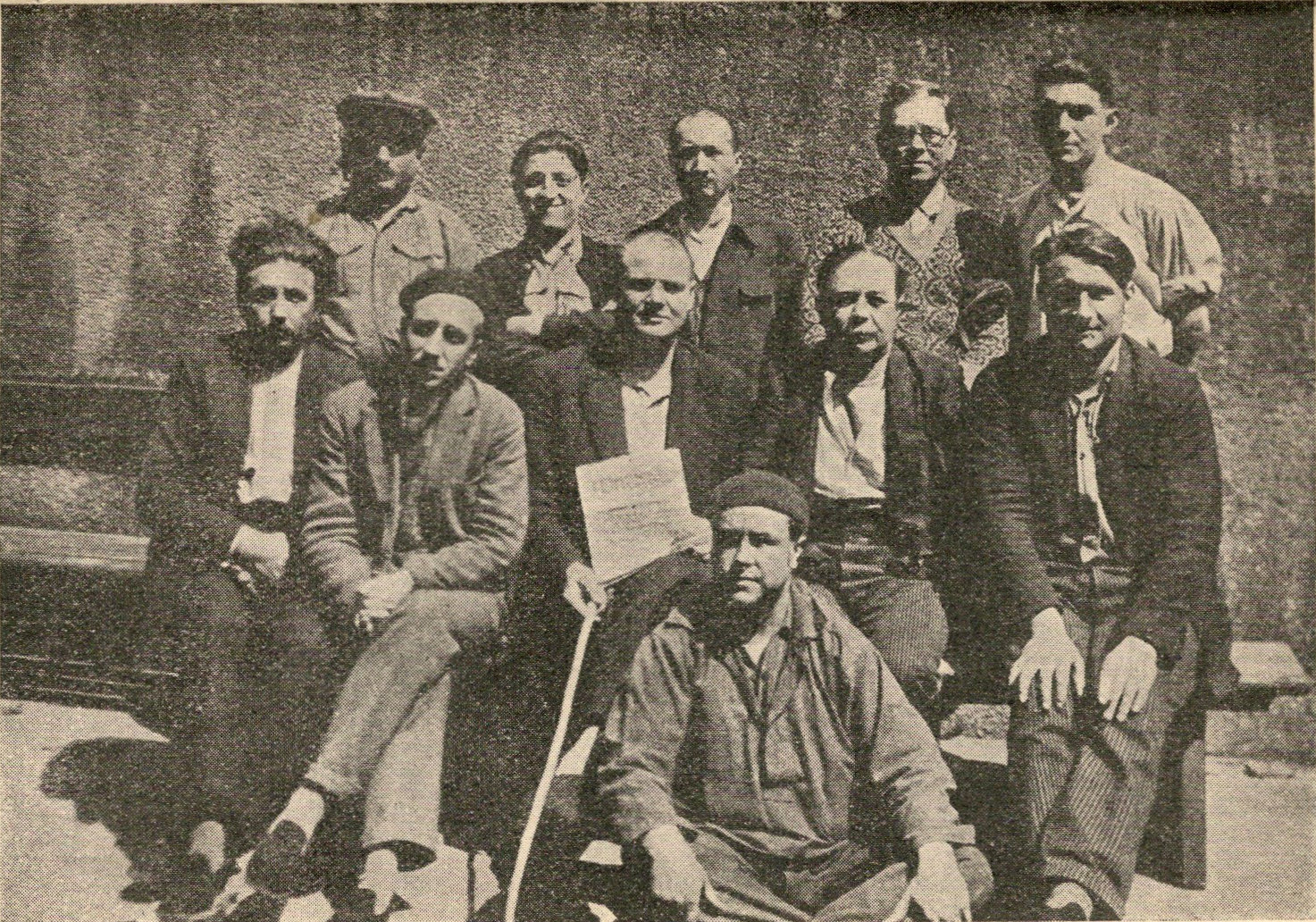
Parmi les dirigeants communistes emprisonnés à prison de la Santé en juillet 1929 : Gabriel Péri, à la droite de Maurice Thorez (au centre), André Marty. Assis devant eux, Paul Vaillant-Couturier.

Dès juin 1922, il est alors âgé de vingt ans, Gabriel Péri est associé à la direction du Parti communiste, au titre de représentant de la Fédération nationale de la Jeunesse communiste au Comité directeur. Le IIIe congrès du Parti (Lyon, 20-24 janvier 1924) l'élit membre titulaire du Comité directeur. Il est réélu à cette fonction lors de deux congrès suivant. En 1929, au pic de la politique sectaire et "gauchiste" du PCF son nom disparaît de la direction. Puis en mars 1932 (VIIe congrès, Paris) il réintègre (comme suppléant) le Comité central. Réélu lors du VIIIe congrès (Villeurbanne) en janvier 1936, il est promu "titulaire" par les congressistes lors du IXe congrès (Arles, décembre 1937). Cette longévité dans l'organisme national de direction du parti communiste entre les deux guerres est relevée par l'historienne Annie Kriegel. Gabriel Péri est dans le cercle restreint de ceux qui dirigent le Parti. Six fois élu au comité central, il est devancé par trois militants (Marcel Cachin, 9 fois élu, Henri Gourdeaux, 8 fois élu, et Renaud Jean, 7 fois élu). Il est en compagnie de cinq militants élus comme lui à six reprises : Henri Raynaud, Louis Sellier, Pierre Semard, Maurice Thorez, et Paul Vaillant-Couturier. Bien qu'il n'ait jamais accédé au Bureau politique, Péri est un de ceux qui maintiennent le Parti communiste en dépit des virages politiques au cours de ses quinze premières années, puis de ceux qui mettent en œuvre avec succès la politique de Front populaire.

## Député de Seine-et-Oise
Gabriel Péri est candidat aux élections législatives en avril-mai 1928 dans la 2e circonscription de Toulon (Var): « Gabriel Péri, rédacteur à l'Humanité » affronte le socialiste Pierre Renaudel, ancien directeur de l'Humanité. Le duel tourne court et son maintien au second tour n'empêche pas la réélection du cacique socialiste. Gabriel Péri recueille 1757 voix au premier tour (13,9 % des suffrages) et, suivant les consignes de la direction de son parti, il se maintient au second tour où il obtient 1168 voix. Renaudel est élu par 5925 suffrages, devant son adversaire (socialiste indépendant) qui obtient 5 581 suffrages. Gabriel Péri est encore présenté par son parti en octobre 1930 lors d'une élection partielle à Marseille. Malgré ses 25,7 % au premier tour il est devancé dans sa ville natale par le candidat du Parti socialiste SFIO, qui est élu au second tour,.
Candidat du PCF aux élections législatives de 1932, il est présenté dans la première circonscription de l'arrondissement de Versailles. Il semble que les militants de cette circonscription ouvrière eussent préféré un militant du crû et que la direction nationale ait imposé Gabriel Péri, pour ses talents d'orateur, dans une circonscription jugée potentiellement gagnable. Des neuf communes de la circonscription, Argenteuil est la ville la plus importante, mais seule la ville de Bezons élit régulièrement depuis 1920 une municipalité "rouge". La bataille électorale de 1932 se traduit nationalement par une déroute du Parti communiste. À Versailles 1, Gabriel Péri est devancé au premier tour par le député sortant André de Fels d'une centaine de voix. La division de candidats de droite, le désistement du candidat socialiste, le retrait "bienveillant" du candidat radical, et les qualités de Gabriel Péri transforment le second tour : Péri est élu avec plus de 900 voix d'avance sur son concurrent immédiat. À trente ans Gabriel Péri devient député, à la suite d'une élection de type "front populaire", bien avant la lettre. Il est l'un des douze élus communistes, dont Maurice Thorez, 32 ans, lui aussi élu pour la première fois. Les électeurs du département de Seine-et-Oise (ceux de Corbeil 1) envoient un autre communiste au Palais-Bourbon, en la personne de Lucien Midol, ingénieur des chemins de fer.
Parmi les causes que Gabriel Péri défend à la Chambre des Députés figure celle du pédagogue et militant communiste Célestin Freinet, alors au cœur d'une polémique nationale violente, à l'Assemblée nationale, puis en audience auprès du ministre de l'Éducation Anatole de Monzie. Il ne peut pourtant pas empêcher le déplacement d'office de Freinet. Maurice Wullens, présent lors de cet entretien, en fait le récit dans la revue Les Humbles. Les élections législatives des 26 avril et 3 mai 1936 se déroulent dans une configuration favorable à sa réélection : selon le préfet de Seine-et-Oise les atouts de Gabriel Péri en font le favori de l'épreuve : il est "intelligent et actif, ayant un gros ascendant personnel et une réelle popularité." De plus les élections municipales de 1935 ont renouvelé le mandat du maire communiste de Bezons, et permis l'élection d'une municipalité communiste à Argenteuil, une des plus importantes communes de la banlieue parisienne avec ses 59 314 habitants. En Seine-et-Oise même, 31 communes sont administrées par des maires communistes; la ceinture "rouge" des communes du département de la Seine, se double d'une ceinture de même couleur en Seine-et-Oise. Le maire d'Argenteuil, Victor Dupouy, d'un an plus âgé que Gabriel Péri, est son assistant parlementaire. Le conseiller d'arrondissement d'Argenteuil élu en 1934 est communiste. Au soir du premier tour il ne s'en faut que de 122 voix pour que Péri soit élu. Au second tour Péri obtient 18 259 des 29 383 suffrages exprimés; 7 149 voix le séparent de son adversaire malheureux. Péri réélu est l'un des neuf députés communistes (pour un total de 16) de Seine-et-Oise, où le total des voix communistes croît de 45,6 % par rapport aux élections de 1932.

## Vice-président de la Commission des Affaires étrangères
Membre tout d'abord de la Commission de l'Enseignement à la Chambre des députés, lors de son premier mandat, il avait fort logiquement intégré en 1934 la Commission des Affaires étrangères. En 1936, la majorité du front populaire le fait élire vice-président de cette commission. Il y déploie une activité qui en fait un des orateurs les plus écoutés de la Chambre des députés.
À son retour d’Espagne en août 1936, il s'oppose à la politique de non-intervention, adoptée par le gouvernement français mais « ouvertement niée par l’Allemagne (hitlérienne), l’Italie (mussolinienne) et le Portugal (salazariste) ». Il continue de défendre par la suite, dans ses interventions à l'Assemblée, l'idée d'une autre politique étrangère pour éviter que « le rapport de forces » ne soit modifié de façon décisive entre « les forces de la démocratie et celles du fascisme international ». En août 1937, il séjourne pendant près d'un mois en Algérie, en Tunisie et au Maroc, d'où il publie une enquête diffusée dans l’Humanité, avant de l’être en brochure.
Présent à Prague en mai 1938, alors que l'Allemagne nazie manifeste ses ambitions sur la région des Sudètes, il défend « la Tchécoslovaquie (qui) veut vivre libre », fustigeant « les prétendus amis de la Tchécoslovaquie qui dans les couloirs de la Société des Nations ou bien dans quelques salles de rédaction parisienne prétendent que le gouvernement tchécoslovaque ne pourra faire autrement que de céder aux revendications territoriales allemandes : de Prague, je vous crie de toutes mes forces que ces prophètes de malheur se trompent. Les peuples de la Tchécoslovaquie ne veulent pas connaître le sort de la malheureuse Autriche. Ils sont résolus à défendre leur indépendance et leur liberté. Ils ne céderont pas. »
Il formule notamment cette phrase le 5 octobre 1938 à la Chambre des députés à l'égard de la signature des accords de Munich le 28 septembre 1938 : « Vous avez accompli quelque chose de plus grave, vous avez tué cet élément de la force des démocraties, la confiance des peuples. Vous venez de démontrer au monde qu'il était imprudent et dangereux d'être l'ami de la France.... ».

## La Seconde Guerre mondiale

### Résistance
Comme bon nombre de parlementaires communistes, Péri est surpris par l’annonce du pacte germano-soviétique, le 23 août 1939. D’après les témoignages recueillis par l’historien Guillaume Bourgeois : « Gabriel Péri fut très affecté par la signature du pacte »[réf. nécessaire]. Profondément confiant dans la politique soviétique, mais aussi farouchement antifasciste depuis des années, il a, plus que tout autre, l’impression de se retrouver tout à coup au centre d’un conflit insurmontable. Par esprit d’abnégation, et en pariant qu’il avait fait de toute façon le bon choix, il se refuse à se désolidariser du PCF, en supposant qu’il ait même envisagé cette solution. Toujours d’après les recherches menées par Guillaume Bourgeois : « Péri s’enferme dans un certain mutisme bien qu’il ait choisi de continuer à militer ».
Ses choix sont plus clairs fin septembre 1939, lorsqu’il demande à être incorporé, malgré une grave atteinte pulmonaire qui l’avait fait réformer en 1922. C’est en attendant sa mobilisation, qui est acceptée, qu’il prend connaissance de la lettre adressée le 1er octobre 1939 par le groupe parlementaire communiste reconstitué au président de la chambre, Édouard Herriot ; cette lettre, suivant la nouvelle politique soviétique, demandait que des offres de paix soient faites à Hitler. Si, d’après Guillaume Bourgeois, « Péri ne manifeste sans doute pas de désaccord avec son contenu », Amilcare Rossi donne une tout autre version. En effet, il signale que Péri aurait protesté avec véhémence en déclarant : « Nous fournissons au gouvernement un excellent prétexte pour nous envoyer au poteau de Vincennes ». La missive, écrite par Jacques Duclos et Florimond Bonte, rompt son engagement et ses choix patriotiques, alors qu’au même moment, la direction du PCF a depuis des semaines rompu la ligne antifasciste, pour lancer la lutte contre la guerre qui renvoie dos-à-dos « les capitalistes anglais et français, et le fascisme allemand ».

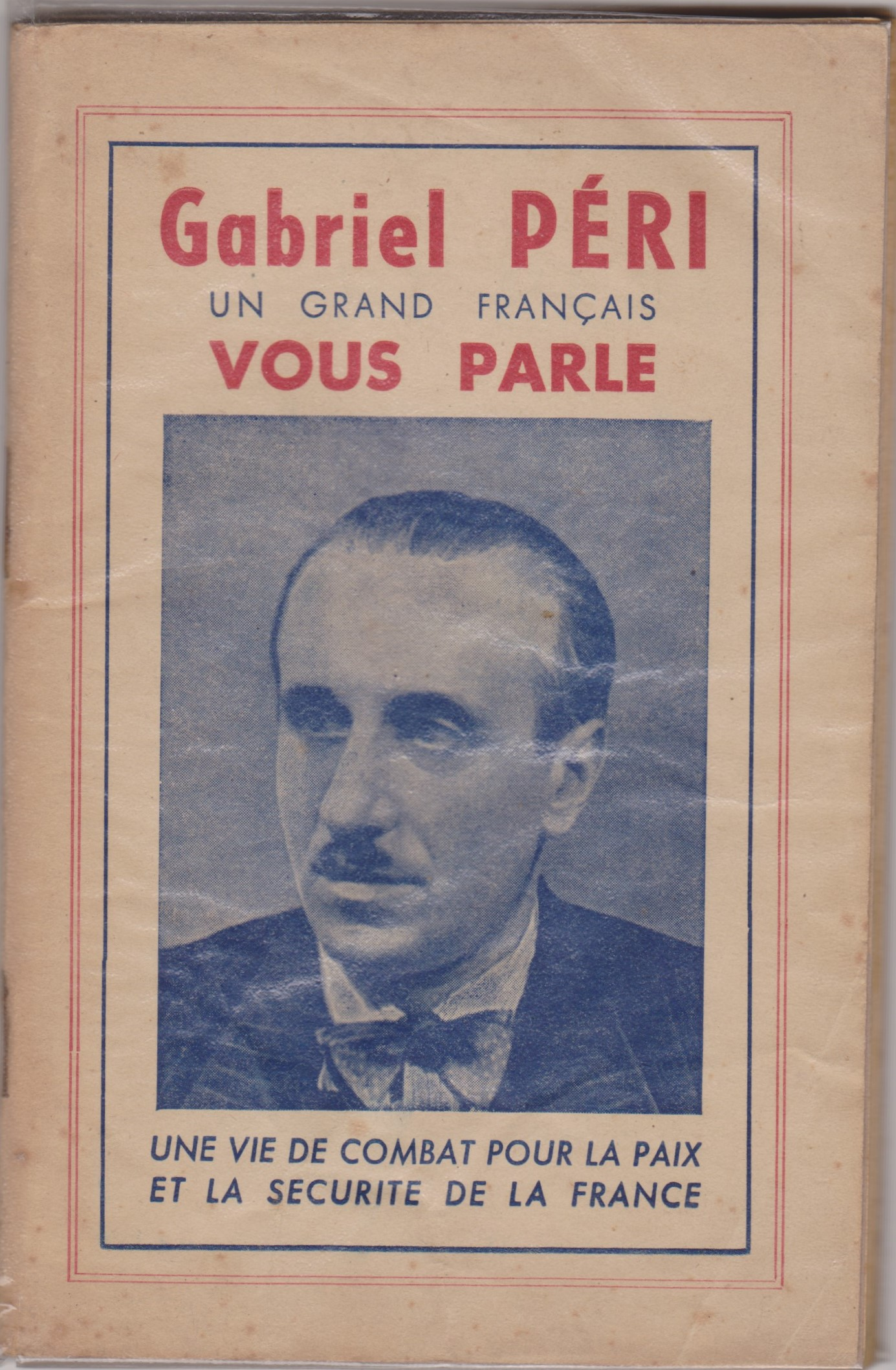
Brochure : Gabriel Péri, un grand français vous parle. Cette brochure, publiée en 1946 par le Parti communiste français, reprend notamment le texte : Non, le nazisme n'est pas le socialisme.

Sans nul doute Péri, même s’il demeure fidèle au PCF, éprouve des difficultés à accepter cette nouvelle ligne politique qui heurte ses convictions antifascistes et patriotiques. Son indépendance d’esprit ne manque pas de susciter certaines inquiétudes chez les caciques du Komintern. C’est ce que remarquera l'historien Roger Bourderon dans une missive adressée de Moscou par André Marty, le 20 janvier 1940 : « il faut écarter Péri du poste confié/ rédaction des documents/ à cause de tout son passé/journalistique/, son appui aux éléments trotskistes dans la région frontière des Pyrénées-Orientales/Catalogne française ».
Député membre du groupe ouvrier et paysan français, il parvient à échapper par chance à son arrestation le 8 octobre 1939, est déchu de son mandat 21 janvier 1940 et condamné par contumace le 3 avril 1940 par le 3e tribunal militaire de Paris à 5 ans de prison, 5 000 francs d'amende et 5 ans de privation de ses droits civiques et politiques pour reconstitution de ligue dissoute. Il entre alors dans la clandestinité.
Ainsi, durant toute la drôle de guerre, il est l’un des cadres de l’équipe chargée de la rédaction de L'Humanité clandestine. Péri est d’ailleurs l’un des rares dirigeants du PCF clandestin à demeurer dans la capitale au moment même où la Wehrmacht défile sous l’Arc de Triomphe et que l’équipe Benoît Frachon-Arthur Dallidet a suivi l’exode des parisiens.
Lorsque Maurice Tréand, le responsable de la commission des cadres du parti, est de retour avec Jacques Duclos le 15 juin 1940, Péri s’oppose avec virulence aux tentatives des deux hommes de négocier avec l'occupant allemand la parution légale de L'Humanité. Il n’a, semble-t-il, pas perdu son attachement à la ligne antifasciste des années de Front populaire. Il est en constant désaccord avec Tréand qui transmet des télégrammes négatifs à son encontre à Moscou.
Replié dans un appartement du 19e arrondissement, il poursuit la publication d’articles dans l’Humanité clandestine. Il loge plus tard chez un militant, André Chaintron. C’est là qu’il entreprend l’écriture d’un fascicule intitulé Non, le nazisme, ce n’est pas le socialisme !. Prêt début mars 1941, ce texte est légèrement modifié en avril 1941, soit avant la rupture entre l'Allemagne et l'URSS en juin de cette année. Le texte sera publié en mars 1942, soit 3 mois après la mort de Gabriel Péri.

### Arrestation et exécution

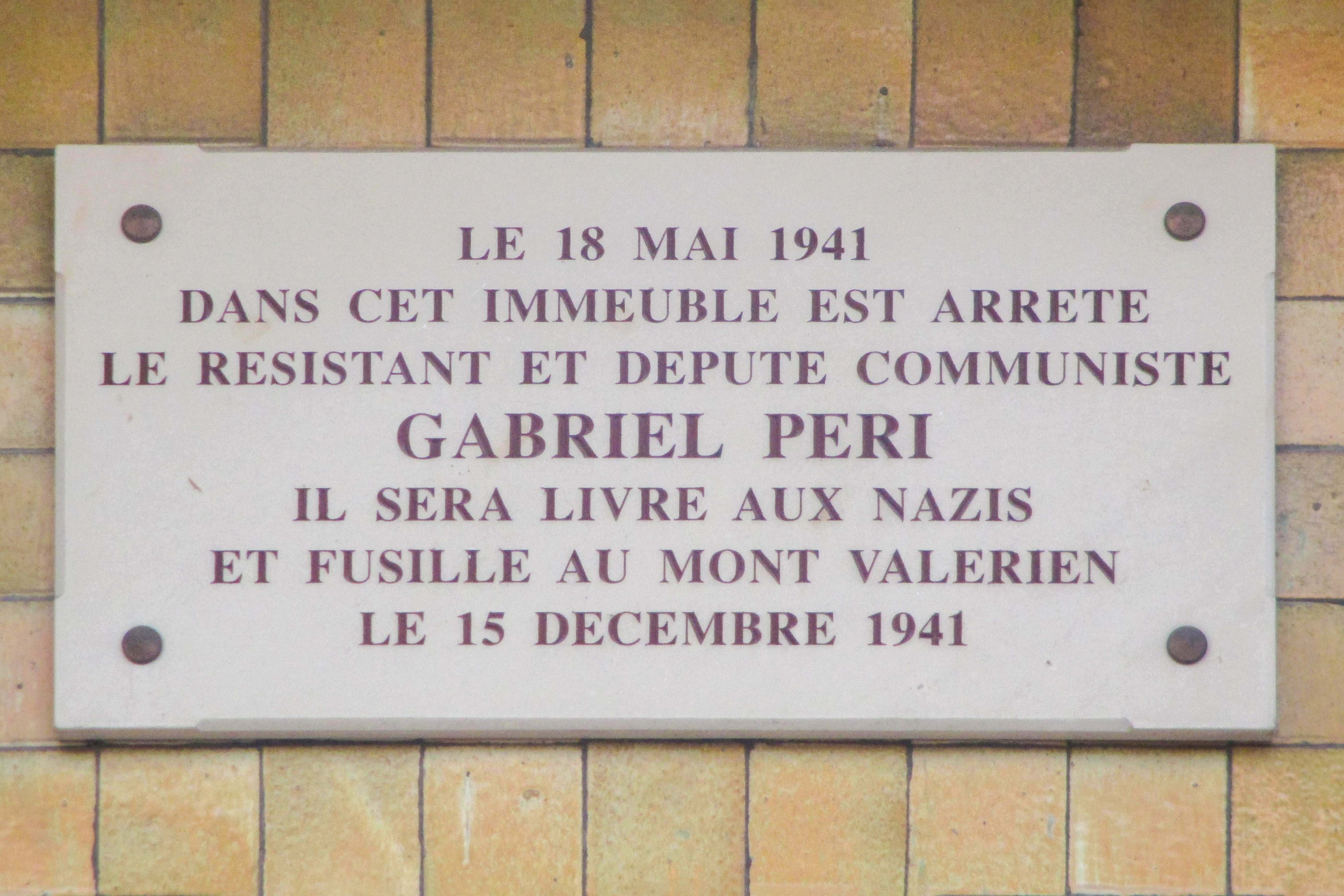
Plaque au 5, place de la Porte-de-Champerret à Paris.

Le 18 mai 1941, à 20 h 15, Gabriel est arrêté « dans des circonstances qui demeurent mystérieuses » affirme Guillaume Bourgeois. En effet, dans l’ouvrage collectif Histoire du Parti communiste français, il est signalé que « Péri fut dénoncé par Hermann Bertelé, dit « Armand », adjoint du responsable aux cadres choisi par Duclos, Maurice Tréand, celui qui avait organisé les démarches auprès du Führer occupant, pour la reparution de L’Humanité avec imprimatur nazi ». En fait, le dénommé Armand est Edmond Foeglin, adjoint de Maurice Tréand à la commission des cadres depuis 1938 où il gère les « listes noires » du PCF. Il semblerait être l’initiateur du déménagement de Péri à la porte de la Villette, chez André Chaintron. Ce déménagement chez un militant communiste connu des services de police et frère de Jean Chaintron, chef communiste de la zone sud déjà arrêté et condamné à mort, est une « grave faute » au regard des mesures visant à la sécurité de Péri. Assurant une partie des liaisons depuis la mise au placard de Tréand à l’automne 1941, Foeglin qui connaît la plupart des adresses des cadres communistes parisiens, est arrêté alors qu’il se rend chez Jean Catelas qui venait d’être dénoncé. « Foeglin aurait proposé au commissaire de police d'échanger sa libération contre des informations concernant le fonctionnement clandestin du Parti communiste et la planque d'un de ses dirigeants : Gabriel Péri », signale la biographie du Dictionnaire biographique du mouvement ouvrier français.
Le rapport des renseignements généraux confirme quelques éléments : « Gabriel Péri est arrêté au no 5 place de la Porte-de-Champerret, probablement dénoncé par un camarade ». Toutefois, « l’affaire de l’arrestation de Péri » prit une tournure plus polémique après-guerre, Pierre Teruel-Mania accusant Jacques Duclos d’avoir livré Péri à la police. Duclos s’en est fortement défendu dans ses Mémoires. L’historien du communisme Stéphane Courtois ajoute dans sa thèse sur le PCF dans la guerre : « il est un fait que l’arrestation conjointe de Péri et de Jean Catelas, privait la tendance « nationaliste » de son porte-parole en la personne de Péri et faisait disparaître un témoin très au courant des tractations de juin 1940 entre le Parti et les Allemands en la personne de Catelas. Il est vrai qu’elle privait le Parti de deux cadres de très grande valeur. Mais ce n’aurait pas été la première fois […] qu’un Parti communiste aurait sacrifié pour les besoins de la dite « cause » des responsables trop brillants, trop indépendants ou trop compromis. […] Or, il semble avéré que Péri et Catelas sont « tombés » sur dénonciation d’un adjoint de Tréand […] lequel n’aurait jamais eu à subir les foudres vengeresses du Parti ce qui paraît très surprenant pour une pareille faute ou trahison (sauf s’il était en « service commandé ») ». Il est encore difficile aujourd’hui de savoir si le fameux Armand a agi seul ou sur ordre mais il apparaît, par contre, plus certain que de lourdes fautes dans les mesures de sécurité ont été commises et que Péri en est la principale victime.
Il semble qu’un certain nombre de tentatives émanant du gouvernement de Vichy et des milieux collaborationnistes aient tenté de soustraire Gabriel Péri aux autorités allemandes mais sous certaines conditions. Pierre Pucheu, le ministre de l’Intérieur, aurait proposé à Péri de l’aider en échange du désaveu des actes terroristes menés par le PCF clandestin. L’avocat de Péri, MeAndré Berthon, aurait fait connaître cette requête à l’intéressé. Péri, aux dires de Berthon, aurait été favorable à cette requête tout en demandant à réfléchir avant de se prononcer. Contrairement aux dires de Berthon, il le chassa avec mépris.

## Mort pour des «lendemains qui chantent»

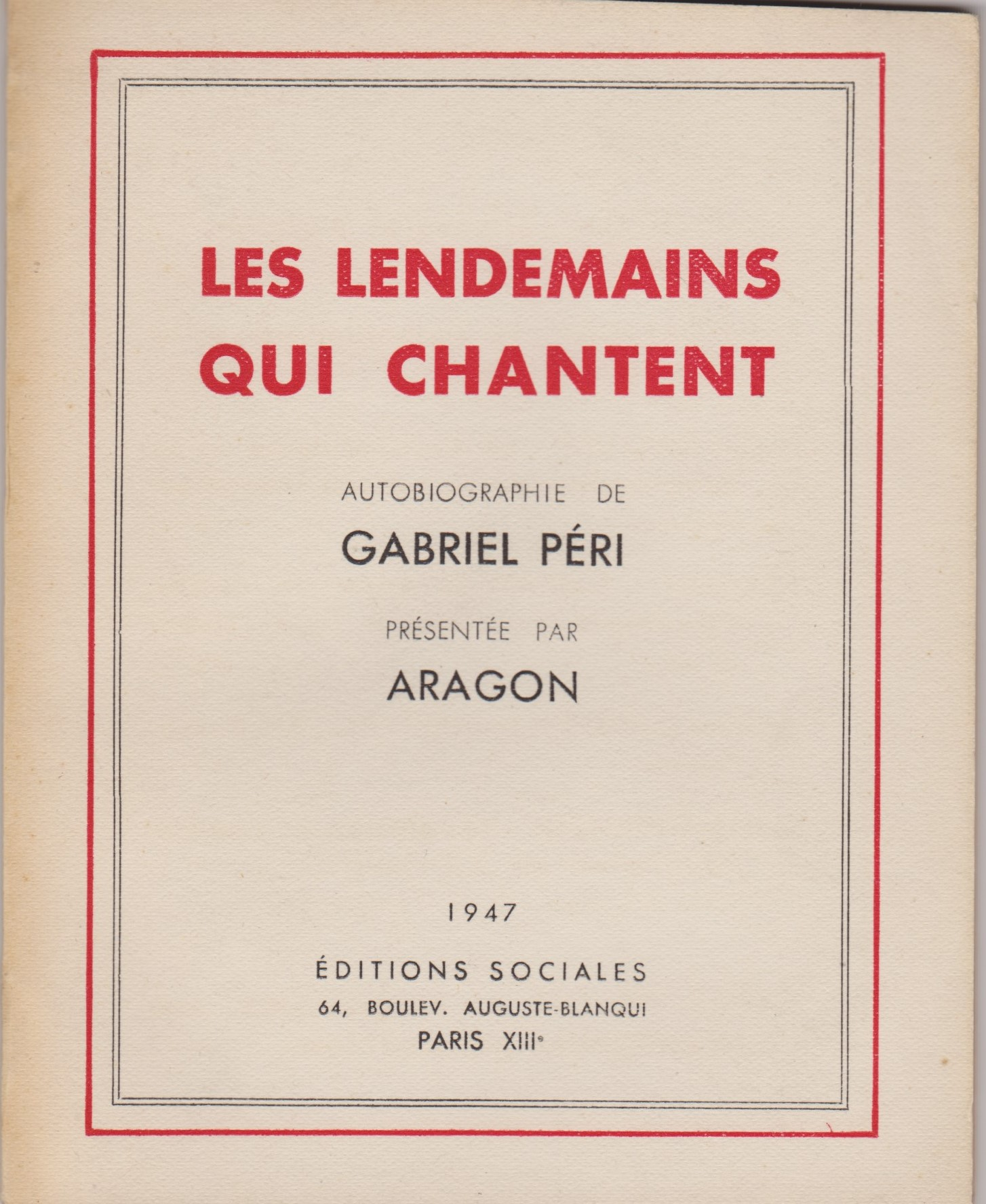
Les Lendemains qui chantent, autobiographie de Gabriel Péri, présentée par Louis Aragon. Brochure publiée en 1947 par les Éditions sociales.

Quelles que soient les responsabilités de la direction du PCF et les tentatives du ministre de Vichy, Péri est transféré à la prison du Cherche-Midi, placée sous contrôle allemand. Considéré comme otage par les Allemands qui entendent répondre aux attentats individuels que mène le PCF depuis l’entrée en guerre de l'URSS, Péri fait donc partie des 92 otages fusillés le 15 décembre 1941 au Mont-Valérien.
Le no 142 de L'Humanité clandestine, daté du 19 décembre 1941, titre « Von Stülpnagel a fait fusiller 100 patriotes de plus » et poursuit, « Gabriel Péri a été enlevé de la Santé ; qu'en a-t-on fait ? Contre ces crimes qui nous ramènent au Moyen Âge, peuple de France lève toi [...] » Le numéro 144, daté du 5 janvier 1942 (tiré selon le groupe Unir à 150 000 exemplaires), annonce en première page :

« Gabriel Péri, Sampaix et des dizaines d'autres patriotes ont été fusillés. La France entière doit clamer son indignation et sa colère face aux oppresseurs nazis et à leurs complices de Vichy. »

Dès lors, pas un numéro ne paraît sans que soient rappelées ces exécutions. Le no 147 du 23 janvier 1942 publie des extraits de la dernière lettre de Gabriel Péri, en même temps qu'est lancée une campagne d'adhésion intitulée « Promotion Péri-Sampaix ». De même, de nombreux tracts voient le jour. Sujette à controverse, la mort de Gabriel Péri, plus de soixante-dix ans après, suscite encore des passions. Laisser la parole à celui qui a reçu tant d'hommages posthumes est sans doute un moyen de faire comprendre, par sa rectitude, l'ampleur de l'homme :

« Que mes amis sachent que je suis resté fidèle à l'idéal de ma vie ; que mes compatriotes sachent que je vais mourir pour que vive la France. Je fais une dernière fois mon examen de conscience : il est très positif. [...] J'irais dans la même voie si j'avais à recommencer ma vie. J'ai souvent pensé, cette nuit, à ce que mon cher Paul Vaillant-Couturier disait avec tant de raison, que le communisme était la jeunesse du monde et qu'il préparait des lendemains qui chantent. Je vais préparer tout-à-l'heure des lendemains qui chantent. »

## Hommages posthumes et mémoire

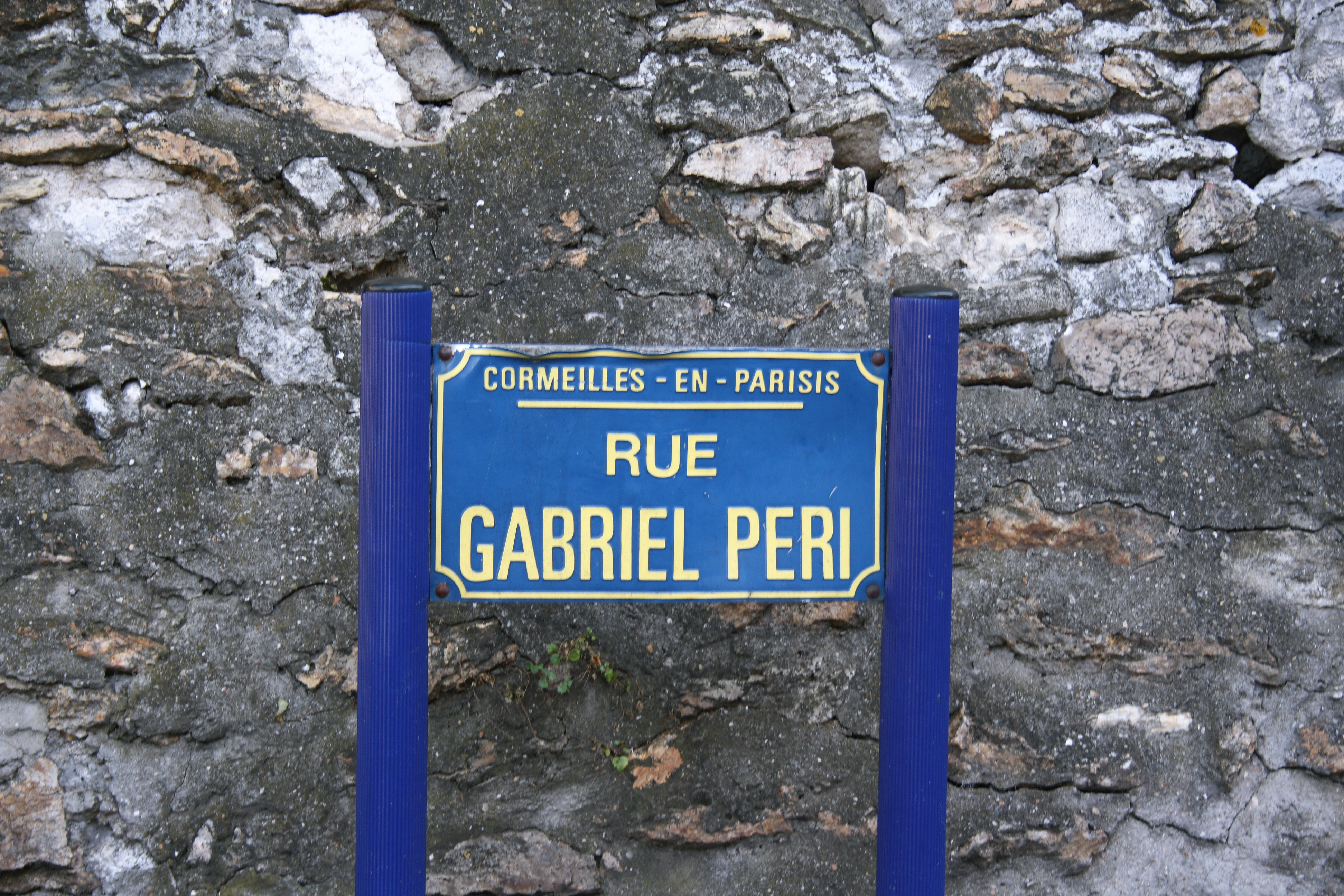
Cormeilles-en-Parisis faisait partie du canton d'Argenteuil, circonscription électorale de Seine-et-Oise dont Gabriel Péri est élu député en 1932 et 1936. Comme ses voisines Argenteuil, Bezons, Sannois, la ville possède une « rue Gabriel-Péri ».

Son nom figure sur la plaque commémorative du Panthéon en l'honneur des écrivains morts pour la France.
Son autobiographie, intitulée Les Lendemains qui chantent, est publiée à titre posthume en 1947, avec une préface de Louis Aragon. Paul Éluard est l'auteur d'un poème intitulé « Gabriel Péri » en décembre 1944, publié dans son recueil poétique Au rendez-vous allemand. Louis Aragon lui a dédié, ainsi qu'à trois autres résistants (Honoré d'Estienne d'Orves, Gilbert Dru et Guy Môquet, soit deux chrétiens et deux communistes), son poème La Rose et le Réséda, qui contient les célèbres vers : « Celui qui croyait au Ciel / Celui qui n'y croyait pas ». Aragon lui a également dédié le poème : « Ballade de celui qui chanta dans les supplices ». 
Il publie également, avec une préface de Vercors, Deux voix françaises Péguy-Péri aux Éditions de minuit en 1944 et le poème Légende de Gabriel Péri dans La diane française aux Éditions Seghers en 1946.
Héros de la résistance, de très nombreuses voies ou places ont été nommées en son hommage. À Toulon, sa ville natale, une place du centre-ville porte son nom. C’est aussi le cas dans d’autres villes du Var, ainsi qu’à Paris (place Gabriel-Péri), Lyon, Marseille, Bastia, Clermont-Ferrand, Toulouse, Béziers, Sète, Saint-Denis (rue Gabriel-Péri), Septèmes-les-Vallons ou encore à Saint-Priest, ainsi que dans de très nombreuses autres villes, tant de province que de région parisienne Des écoles, collèges, tels que le collège Gabriel-Péri à Aubervilliers, qui sert de décor à quelques romans de Didier Daeninckx, et lycées, des noms de station de métro (Asnières-sur-Seine, Paris et depuis 2009, (Lyon), sont baptisés de son nom. 
Par ailleurs, une fondation créée par le PCF porte le nom de Gabriel Péri, la Fondation Gabriel-Péri, présidée par Alain Obadia. Un monument à sa mémoire, réalisé par le sculpteur Antoine Rohal, est érigé à Argenteuil, commune du  Val-d'Oise où il a habité,inauguré en 1964 par Waldeck Rochet.

## Décoration
- Médaille de la Résistance française, avec rosette[37].